# Hermosillo
Hermosillo è una città messicana, capoluogo dell'omonima municipalità e capitale dello stato di Sonora.

## Storia
Fu fondata nel 1700 - era insediamento degli indios pimas bajos - nella zona dove confluiscono i fiumi San Miguel e Sonora. Il nome originario della città fu Santissima Trinità del Pitic; nella lingua pima pitic significa "luogo dove si congiungono i due fiumi". Il nome con cui è conosciuta dal 1828 è in onore del generale J. M. Gonzáles Hermosillo. 
Il 5 giugno 2009 ci fu un tragico incendio in un asilo della città, la Guardería ABC, in cui morirono 49 bambini e molti altri rimasero feriti. Non vi è ancora oggi luce sulle cause dell'incidente.